# Горажданская типография
Горажданская типография (серб. Горажданска штампарија, Goraždanska štamparija) — одна из первых сербских типографий и первая на территории современной Боснии и Герцеговины (тогда входившей в состав Османской империи). Основана в 1519 году в Венеции, вскоре была перенесена в церковь Св. Георгия в деревне Сопотница, близ Горажде, в османском Герцеговинском санджаке. Была основана и управлялась Божидаром Любавичем, также известном как Божидар Горажданин, бывшего крупным купцом в Горажде. Его сын Теодор Любавич, иеромонах Милешевского монастыря руководил работой типографии. Типография действовала до 1523 года, в ней было напечатано три книги, которые считаются одними из лучших достижений ранних сербских печатников.

## Предыстория
После того, как около 1450 года в Майнце Иоганом Гутенбергом был изобретён печатный станок, искусство книгопечатания быстро распространилось по Европе. К концу XV века Венеция стала крупным центром книгопечатания. В 1493 году Георгий IV Черноевич, правитель княжеств Зета (в современной Черногории) отправил иеромонаха Макария в Венецию, чтобы купить станок и изучить искусство книгопечатания. В Цетине, столице Зеты, Макарий напечатал в 1494 году Цетинский октоих, первую инкунабулу, напечатанную на сербском варианте церковнославянского языка. Типография Черноевича действовала до 1496 года, когда Зету завоевали османы. В 1518 году Божидар Любавич проживал в Милешевском Монастыре, где находилась православная епархия Сербии, бывшей частью Боснийского королевства с 1373 года. Милешева и другие части её епархии, включая город Горажда, находились в части Герцеговины, постепенно завоёванной Османской империей между 1465 и 1481 годами.

## Деятельность типографии
Во второй половине 1518 года Божидар Любавич отправил своих сыновей Журая и иеромонаха Теодора в Венецию, чтобы купить печатный станок и обучиться искусству книгопечатания. Братья Любавичи приобрели станок и начали печатать евхологий, копии которого были готовы 1 июля 1519 года либо в Венеции, либо в церкви Св. Георгия близ Горажде. Неясно, перевёз ли Теодор типографию из Венеции в Горажде, после смерти своего брата 2 марта 1519 года, до завершения работы над евхологием. В церкви Св. Георгия Теодор основал типографию, которая, помимо евхология, выпустила ещё две книги на сербском варианте церковнославянского языка: псалтырь в 1521 году и небольшой евхологий в 1523. Гораждская псалтырь, состоящий из 352 листов, является самой большой из книг. Они не были переплетены в типографии, поскольку это было обязанностью книготорговцев. Торговля была хорошо развита в Горажде, поскольку город находился на перекрёстке трёх важных дорог, связывавших его с Дубровником, Врхбосной (Сараево) и Косово.

## Последующие события
Следующая типография не появится в Боснии и Герцеговине до 1866 года, когда начала свою работу типография Шопрона. В 1544 году печатный станок был перевезён из Горажде в столицу Валахии Тырговиште, став таким образом вторым подобным устройством на территории современной Румынии. Его перевозку и повторное использование осуществил Дмитрий Любавич, внук Божидара. В Тырговиште Дмитрий напечатал в начале 1545 года евхологий, а в 1547 — апостоларий. Божидар Вукович основал свою венецианскую типографию одновременно с братьями Любавичами в 1519 или в 1520 году. Она проработала с перерывами до конца XVI века. Были и другие ранние сербские типографии, основанные на территории Османской империи: в Ружанском монастыре близ Ужице в 1529, в Грачаницком монастыре возле Приштины в 1539, в Милишевском монастыре в 1547, в Белграде в 1522, снова в Милишеве в 1557, в Мркшинском монастыре под Валево в 1562 и в Шкодере в 1563 году. Они действовали от одного до четырёх лет и выпускали от одной до трёх книг каждая